# Zweitmeinung
Eine Zweitmeinung ist ein interdisziplinärer Begriff, der sich auf die erneute Beurteilung eines Sachverhalts durch eine zusätzliche Person bezieht.
Es wird grundsätzlich angenommen, dass die zweite Partei, die das Urteil erlässt, über die erforderliche Kompetenz im betreffenden Fachgebiet verfügen sollte. Zusätzlich könnte sie auch eine höhere Autorität, eine höhere Hierarchie oder ein spezifisches Fachwissen in dem zu konsultierenden Bereich besitzen.

## Medizin
Vor bestimmten planbaren Operationen können gesetzlich Versicherte in Deutschland eine unabhängige ärztliche Zweitmeinung insbesondere bei zugelassenen Ärzten und medizinischen Versorgungszentren einholen (§ 27b Abs. 1, Abs. 3 SGB V). Der Gemeinsame Bundesausschuss hat in einer Richtlinie den Anspruch auf eine unabhängige ärztliche Zweitmeinung gemäß § 27b Abs. 2 SGB V konkretisiert. Ärztinnen oder Ärzte, die eine Zweitmeinung abgeben wollen, brauchen eine Genehmigung der Kassenärztlichen Vereinigung.

## Rechtswissenschaften
Eine Berufung kann in erster Linie als eine Zweitmeinung betrachtet werden, da sie die Überprüfung eines bereits gefällten Urteils durch eine zweite Instanz ermöglicht.

## Technische Reparaturen
Im Falle technischer Reparaturen, beispielsweise in einer Autowerkstatt, die ein Fahrzeug instand setzt und dabei fehlerhafte Ausführungen vornimmt, besteht die Möglichkeit, eine zweite mechanische Werkstatt mit vergleichbaren oder überlegenen technischen Kompetenzen zu konsultieren. Diese kann eine Bewertung der Mängel durchführen, die am Fahrzeug festgestellt werden.